# Pallavolo ai XX Giochi centramericani e caraibici
La pallavolo ai XX Giochi centramericani e caraibici si è disputata durante la XX edizione dei Giochi centramericani e caraibici, che si è svolta a Cartagena de Indias, in Colombia, nel 2006.

## Podi
| Evento                         | Oro             | Argento | Bronzo     |
| Pallavolo maschile (dettagli)  | Porto Rico      | Cuba    | Venezuela  |
| Pallavolo femminile (dettagli) | Rep. Dominicana | Cuba    | Porto Rico |